# 雨電視

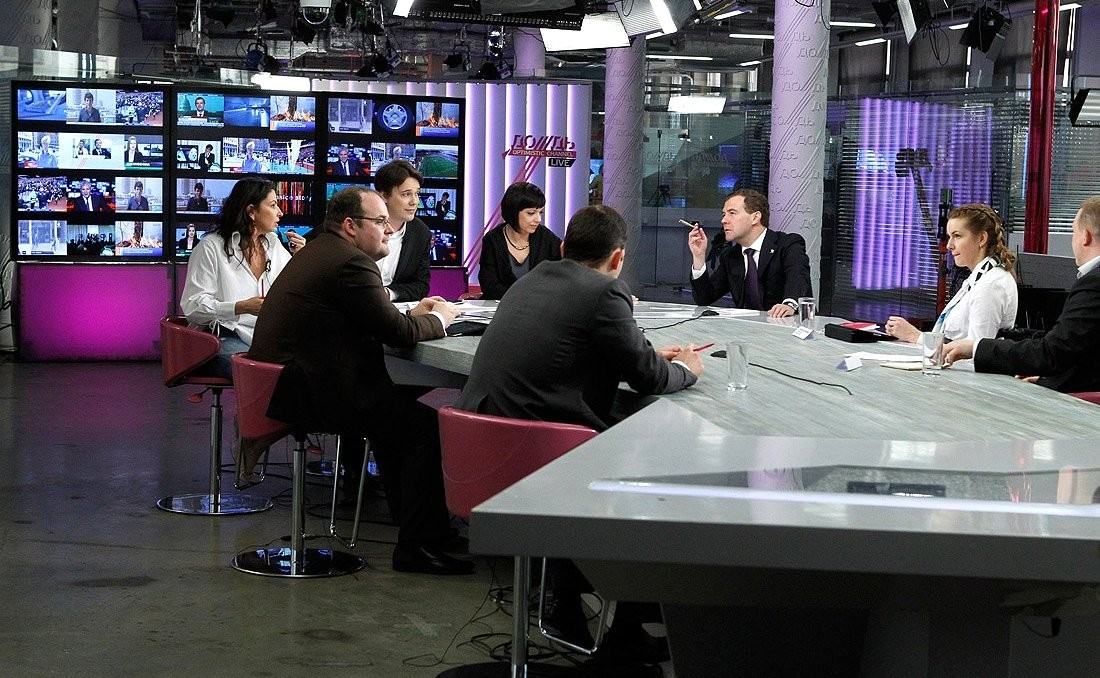
雨電視在2014年及之前節目製作的主要演播室

雨電視（羅馬化：Dozhd，IPA：[ˈdoʂtʲ] ⓘ），俄羅斯私營獨立媒體，主要業務是电视节目和在线出版。其亦被视为俄罗斯反对派媒体。
从2010年到2022年，雨电视拥有在俄罗斯播出的许可证，成为极少数非亲政府立场的俄罗斯境内电视台。
该频道播出新闻、分析、讨论和作者的节目、音乐会、艺术读物，以及纪录片、视频艺术。该频道广泛报道了2011-2013年和2017-2018年俄罗斯抗议运动、博洛特纳亚广场案、暴动小猫案、基洛夫莱斯案、阿列克谢·纳瓦利内中毒事件等相关事件。大约三分之二的节目时间都通过直播的方式进行。
俄罗斯开始全面武装入侵乌克兰后，因受俄罗斯政府打压和屏蔽，在俄罗斯的营运停止，电视频道于2022年3月3日暂时停播，2022年7月18日从拉脫維亞里加恢复播出。2022年12月6日，拉脱维亚以“威胁国家安全和公共秩序”为由取消了该电视频道的转播许可证。2022年12月8日，继拉脱维亚和立陶宛之后，爱沙尼亚“雨电视”电视频道停播。2023年1月获得荷兰广播许可证。

## 歷史

### 早期
雨電視由两位女性于 2010 年创立，她们分别是媒体企业家兼所有者Natalya Sindeyeva和电视、纪录片导演Vera Krichevskaya 。 它专注于新闻、讨论、文化、政治、商业报道和纪录片。 大多数节目是现场直播，其座右铭是“与对我们重要的人谈论重要的事情”。

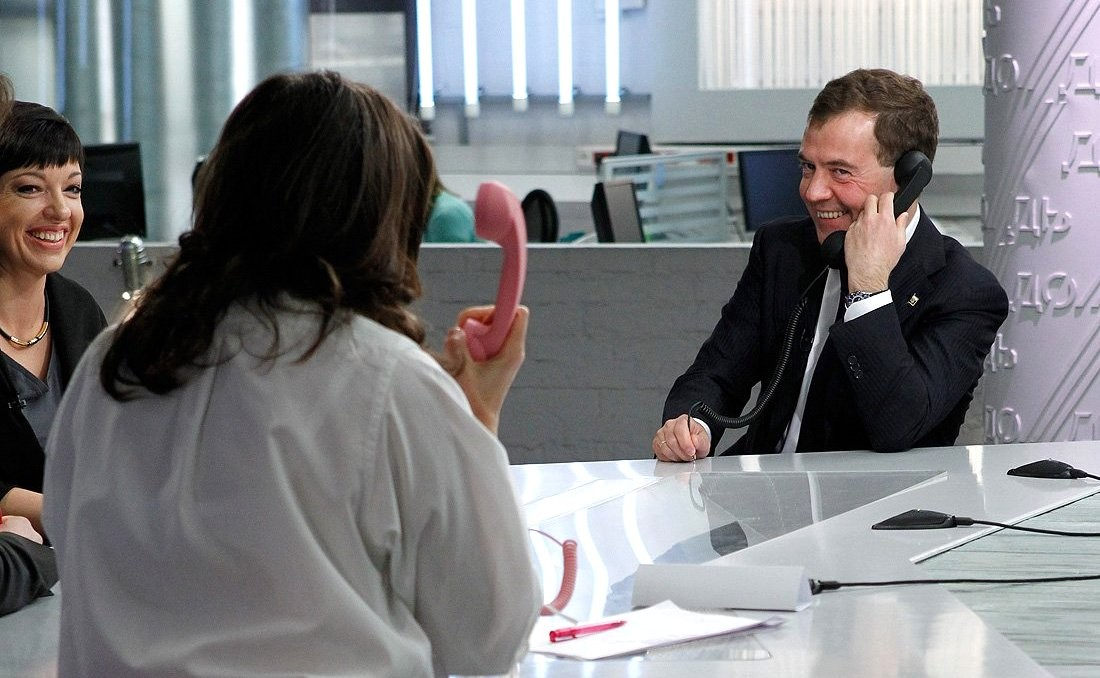
2011 年，雨電視演播室里由電視台创始人娜塔莉亚·辛德耶娃 (Natalya Sindeyeva)主持并接待了时任俄罗斯总统德米特里·梅德韦杰夫的訪問

雨電視是俄罗斯最早报道2011年俄罗斯针对议会选举涉嫌被操纵的抗议活动的频道之一。 总统德米特里·梅德韦杰夫也被发现在推特上取消了对該台的關注。然而，据俄新社报道，该台是他选择在 Twitter 上关注的第一个大众媒体。  2011 年 12 月 9 日，雨電視被要求提供其抗议活动报道的副本，以检查其是否遵守了俄罗斯媒体法。 到 12 月 10 日，它的屏幕徽标上出现了一条白丝带，这是抗议活动的象征。该电视台的创始人辛德耶娃(Sindeyeva)解释说，这是“诚意”的表现，而不是“宣传”，也是试图成为“调解人”而不仅仅是记者。

### 列宁格勒围攻争议

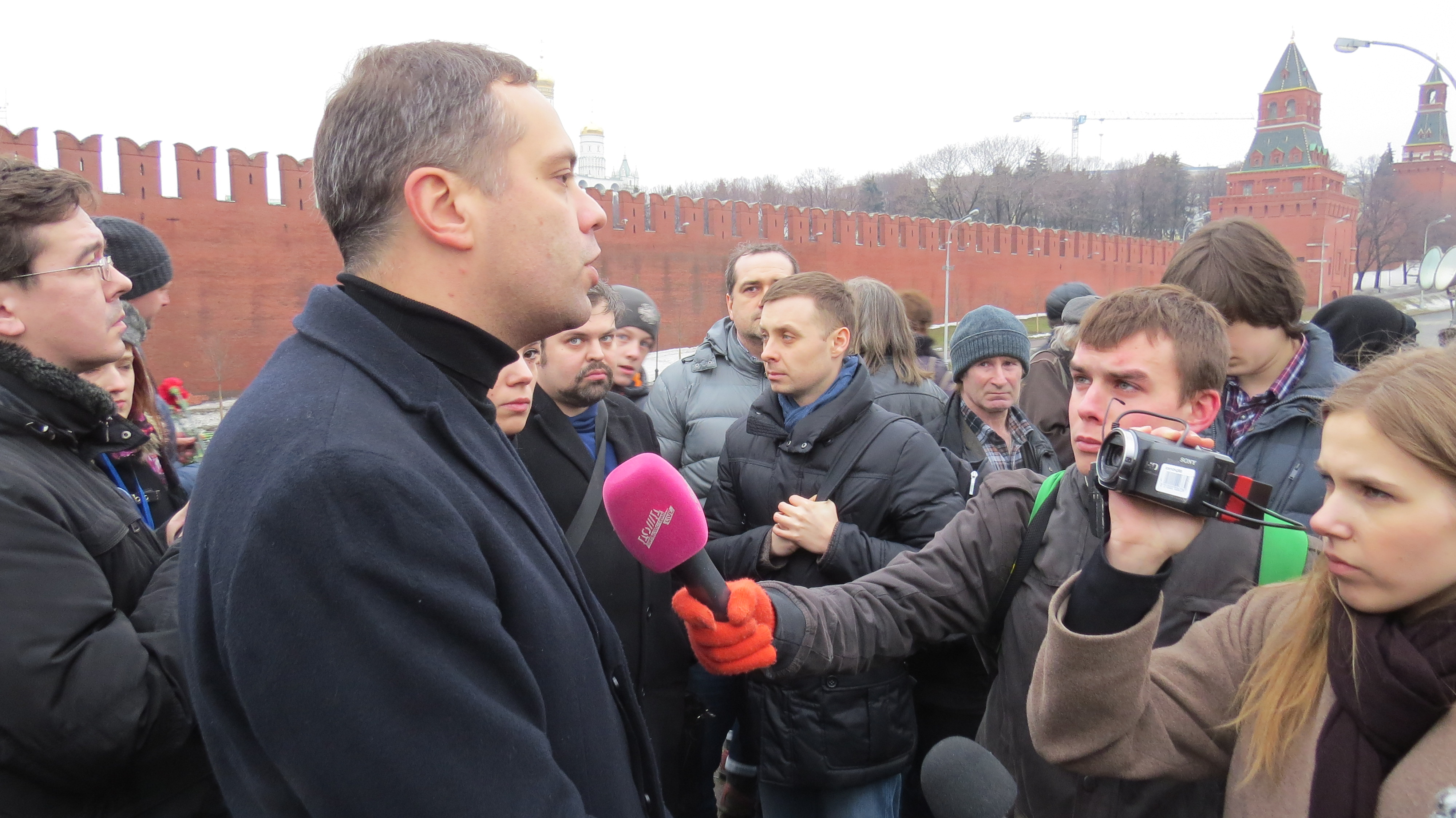
弗拉基米爾·米洛夫在鲍里斯·涅姆佐夫遇刺现场接受雨電視采访，2015年

2014年1月26日，雨電視在其网站和直播讨论节目“Dilettantes”中进行了一项民意调查，询问观众二战时期是否应该将列宁格勒交给入侵的纳粹军队，以挽救列宁格勒围困期间数十万人的生命。演讲者引用了维克托·阿斯塔菲耶夫的话，并将其与1812年占领空缺的莫斯科进行了比较。30分钟内，雨電視删除了民意调查，并为错误的措辞道歉。在接下来的几天里，雨電視因其关于二战列宁格勒围困的在线民意调查而受到政治家、活动家、国家杜马成员和瓦伦蒂娜·马特维延科的批评。弗拉基米尔·普京的新闻秘书德米特里·佩斯科夫也批评了该频道 ，并表示他们违反的“不仅仅是法律”。 俄罗斯有线电视协会（AKTR）主席尤里·普里帕奇金（Yuri Pripachkin）表示，他希望“承担审查职能”。 在圣彼得堡立法机关代表支持的一项决议中，要求总检察长尤里·柴卡“对 “雨電視” 频道网站上发布的挑衅性材料进行调查……并采取适当措施，包括关闭该频道”。1月29日，俄罗斯最大的电视提供商中断了该频道的传输。2014年10月，雨電視在被拒绝续租场地后被迫搬到私人公寓。2013年11月，即争议发生前两个月，雨電視播出了反腐败活动家阿列克谢·纳瓦尔尼的一份报告，该报告调查了包括维亚切斯拉夫·沃洛金在内的高级官员。该频道的所有者娜塔莉亚·辛德耶娃表示，该节目導致了针对雨電視的打壓。因失去主流播出平台和大多数的广告客户，该台为维持运作不得不对观众开启收费订阅模式。

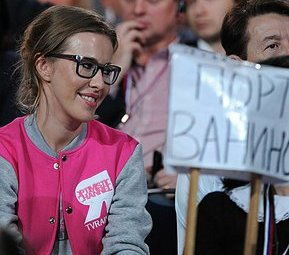
克谢尼娅·索布恰克以雨电视记者出席普京举行的新闻发布会，2014年12月18日

### 临时开放免费服务

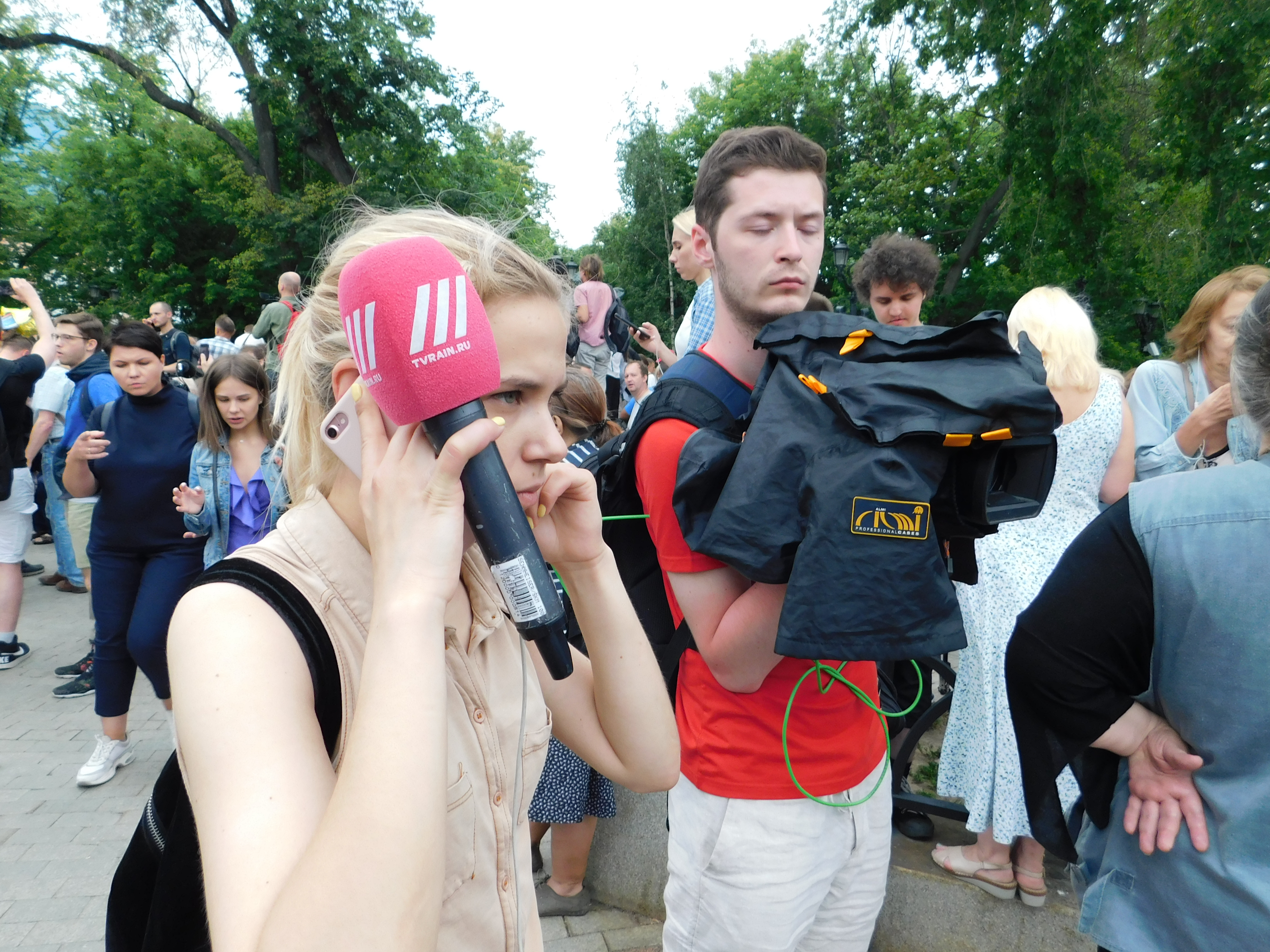
该台记者Борзунова, Мария Михайловна在支持伊万·格鲁诺夫的游行集会现场作报道，2019年6月12日

2019年7月25日，在莫斯科市杜马选举排除独立候选人的抗议活动中，该台在其网站和YouTube频道上推出了免费捐款广播。最初规定开放免费两周，如果筹集到一定数额的捐款，则可以延长一天，结果开放免费时间持续了六个多月，也使该台的网络订阅量大增。

### 外国代理人的指定和暂停運營
2021年8月20日，俄罗斯联邦司法部将雨電視以及调查网站“重要故事” (iStories) 列入“外国代理人”名单。俄罗斯联邦司法部代表在与公民社会和人权总统委员会成员举行的会议上表示，应联邦通信、信息技术和大众媒体监督局的要求，雨電視被指定为“外国代理人”，原因是該台發佈了此前接受俄罗斯境外捐赠或资助的媒体和个人（例如Meduza、Current Time、伊利亚·波诺马廖夫、柳德米拉·乌利茨卡娅）准备的材料。 作为回应，国际特赦组织批评了此举，称当局正在“发起一场针对独立媒体的运动，旨在消除公正的新闻和调查报道”。
《莫斯科时报》报道称，在2022年俄罗斯入侵乌克兰的长达一年的前奏中，俄罗斯政府开始对独立和批评媒体采取行动。在此期间，包括雨電視在内的数十名记者和独立媒体机构被俄罗斯当局认定为“外国代理人”。外国代理人一词带有苏联时代的意味。被指定为外国代理人的实体有义务披露其资金来源，并必须在其出版物（包括社交媒体帖子）上贴上外国代理人的标签。违反该义务将被处以罚款。2021年，一部名为《F@ck This Job》的长篇纪录片上映。该片由Vera Krichevskaya（俄语）编剧和导演 ，雨電視 创始人之一。这部电影讲述了 雨電視 及其首席执行官Natalya Sindeyeva的工作。 这部纪录片作为 BBC 纪录片系列Storyville的一部分于 2022 年 3 月在英国以其替代标题“普京探戈”播出。 该纪录片原定于 2022 年 3 月上旬在莫斯科首映并在俄罗斯发行，但由于莫斯科电影院受到炸弹威胁以及俄罗斯入侵乌克兰后的新审查规定而被取消。
2022年2月24日，俄罗斯对乌克兰发动全面军事入侵。2022年3月1日，即入侵开始六天后，俄罗斯总检察长办公室下令该国审查机构联邦通信、信息技术和大众传媒监督局在俄罗斯互联网限制雨電視和《莫斯科回声》的连接访问，因为它们报道了俄罗斯军队入侵乌克兰的情况， 声称它们正在散布“关于俄罗斯军事人员行动的故意虚假信息”以及“煽动极端主义活动”和“暴力”的信息。3月2日，雨電視主编吉洪·贾德科(Tikhon Dzyadko)发表声明称，他和其他几名雨電視员工已逃离俄罗斯，因为“很明显，我们中的一些人的人身安全现在受到威胁”。3月3日，雨電視表示，由于即将颁布的战争审查法，该公司将暂时停止运营，在最后的直播節目即将结束时，工作人员离开工作室并演奏了《天鹅湖》以示抗议，這一行動致敬了1991年8月苏联未遂政变時的俄國電視媒體，当时各電視頻道无法报道新闻，只能重複播放芭蕾舞片段。